# Saulius Ruškys
Saulius Ruškys (Klaipėda, 18 april 1974) is een voormalig Litouws wielrenner. Zijn specialiteit was de sprint. Ruškys reed vooral bij kleinere ploegen en heeft zodoende nooit deelgenomen aan de Ronde van Frankrijk.

## Belangrijkste overwinningen
1995
- 6e etappe Circuit Franco-Belge

1997
- Parijs-Troyes
- Sint-Gillis-Waals

1999
- Lincoln International GP
- Litouws kampioen op de weg, Elite

2001
- 3e etappe Regio Tour International
- 1e etappe Parijs-Corrèze
- 5e etappe Herald Sun Tour

2002
- 2e etappe Driedaagse van De Panne

2003
- 3e etappe Ronde van Nedersaksen

2004
- 1e etappe Tour de la Manche
- 1e etappe Ronde van de Limousin

2005
- 4e etappe Circuit de Lorraine

## Resultaten in voornaamste wedstrijden
| Jaar | Gent-Wevelgem | Parijs-Brussel |
| ---- | ------------- | -------------- |
| 2001 | 20e           |                |
| 2002 |               | 8e             |